# أحمد مكروح
أحمد مكروح أو «بابا» هو لاعب مغربي معروف. من مواليد الجديدة سنة 1953، اعتُبر أحد أبرز لاعبي الكرة المغربية كونه كان صاحب هدف التتويج في مرمى غينيا في نهائيات كأس أمم أفريقيا 1976 بإثيوبيا، وهو اللقب الوحيد للمغرب، وللإشارة لقد أطلق على نفسه اسم «بابا» تباهيا بلاعب البرازيل «فافا» الذي تألق في كأس العالم سنة 1966 بإنجلترا. لعب أحمد مكروح لنادي الدفاع الحسني الجديدي، واحترف أيضا بنادي رأس الخيمة الإماراتي. اعتزل اللعب الدولي في سنة 1984، وكان عمره 31 سنة.